# Радиозонд
Радиозонд — устройство для измерения различных параметров атмосферы и передачи их на фиксированные приёмники. Радиозонды работают на выделенных радиочастотах 403 МГц (±3 Мгц), 1680 МГц (± 10 МГц), 1782 (±8 МГц - до 2023 г.).
Радиозонд изобретён русским учёным Павлом Молчановым.

## Измеряемые величины
Современные радиозонды измеряют (или рассчитывают) следующие величины:
- Давление
- Высоту
- Географическое положение (широта/долгота)
- Температуру
- Относительную влажность
- Характеристики ветра (то есть скорость ветра и направление ветра)
- Интенсивность космических лучей на большой высоте
- Концентрацию аэрозолей
- Концентрацию озона (озонозонды)[1].

## История
30 января 1930 года советский учёный Павел Александрович Молчанов запустил первый в мире радиозонд. Конструкция радиопередатчика для зонда, разработанная в 1928 г. в Ленинградском электротехническом институте (ЛЭТИ) заведующим первой в России кафедрой радиотехники профессором И. Г. Фрейманом по предложению П. А. Молчанова, стала популярной из-за своей простоты и потому, что показания датчиков передавались особыми для каждого датчика последовательностями точек, а сигналы на земле принимались на коротковолновый приёмник. 
Подобные работы, независимо от Молчанова, проводил с 1929 года французский метеоролог Роберт Бюро.
Модернизировав зонд Молчанова, Сергей Вернов впервые использовал радиозонды для измерения показания космических лучей на большой высоте. 1 апреля 1935 года он провёл измерения на высоте до 13,6 км (8,5 мили) с помощью пары счётчиков Гейгера. Метод стал прорывным в своей области, и Вернов запустил еще много радиозондов на суше и на море в течение нескольких следующих лет.
В 1985 году в рамках программы Советского Союза «Вега» на АМС Вега-1 и Вега-2 было запущено два аэростатных радиозонда, которые опустились в атмосферу Венеры. Зонды действовали в течение двух дней и передали уникальную информацию об атмосфере планеты.

## Использование
Латексные (натуральный или искусственный) аэростаты (оболочки), наполненные гелием или водородом, поднимаются вверх в атмосферу. Максимальная высота, на которую шар поднимается, определяется его диаметром оболочки и метеорологическими условиями. Масса оболочки воздушного шара может колебаться от 100 гр до 3 кг (от 3,5 до 110 унций). По мере увеличения высоты давление уменьшается, в результате чего шар расширяется и при достижении критического состояния (натяжения) шар разрывается. Например, 800-граммовый шар (китайского производства) гарантированно поднимается до высоты 28 км.
Современные радиозонды отсылают данные по радиоканалу на приемный наземный комплекс, в состав которого обязательно входит компьютер, который сохраняет всю информацию в режиме реального времени. Первые радиозонды (производился выпуск только одного шара) наблюдались с земли оптическим теодолитом и давали только оценку характеристик ветра по их позиции (шаропилотные наблюдения). Возникшие позже радиотеодолиты позволяли не только отслеживать радиозонды вне прямой видимости, но и получать с них информацию. С появлением радиолокационных устройств появилась возможность определять положение зонда с помощью радиолокатора. Современные радиозонды могут использовать различные механизмы для определения скорости и направления ветра, например, системы позиционирования (ГЛОНАСС, GPS и др.). Радиозонды, как правило, весят до 250 г. Следует также отметить, что после разрыва оболочки, стандартный радиозонд неконтролируемо падает на землю и специально не разыскивается.
Иногда радиозонды сбрасывают с самолета. Они чаще всего используются в специальных научно-исследовательских проектах, например, при изучении шторма.
В 2011 году Всемирная метеорологическая организация признала радиозонд производства финской компании Vaisala лучшим в мире.